# Charency
Charency là một xã trong vùng hành chính Franche-Comté, thuộc tỉnh Jura, quận Lons-le-Saunier, tổng Nozeroy. Tọa độ địa lý của xã là 46° 46' vĩ độ bắc, 05° 59' kinh độ đông. Charency nằm trên độ cao trung bình là 762 mét trên mặt nước biển, có điểm thấp nhất là 630 mét và điểm cao nhất là 804 mét. Xã có diện tích 2.73 km², dân số vào thời điểm 2005 là 51 người; mật độ dân số là 19 người/km².

## Thông tin nhân khẩu
| 1962 | 1968 | 1975 | 1982 | 1990 | 1999 |
| ---- | ---- | ---- | ---- | ---- | ---- |
| 36   | 45   | 40   | 37   | 35   | 41   |

## Địa điểm tham quan
Nhà thờ của Charency được xây dựng trong thế kỉ thứ 18 và được cải tạo trong thế kỉ thứ 19.